# Hardiesse (ketch)
Le Hardiesse est un ketch britannique, coque et pont en ferro-ciment et mâts en bois. 

C'est un navire-école associatif. Son port d'attache actuel est Falmouth au Royaume-Uni. 

## Histoire
C'est un voilier-école construit en 1971 en ferro-ciment, matériau peu fréquent pour un voilier traditionnel. Il appartient au Falmouth Sail training Ship, organisateur de stages pour des jeunes de 12 à 18 ans. 

Il a remplacé un célèbre cotre-pilote de Bristol le Christabel qui était devenu irréparable.
Il navigue surtout dans la Manche, sur les côtes de Cornouailles et du sud de l'Angleterre et de Bretagne. Il a participé aux fêtes maritimes de Brest et de Douarnenez : Brest 2008, Les Tonnerres de Brest 2012'